# Futurisme russe

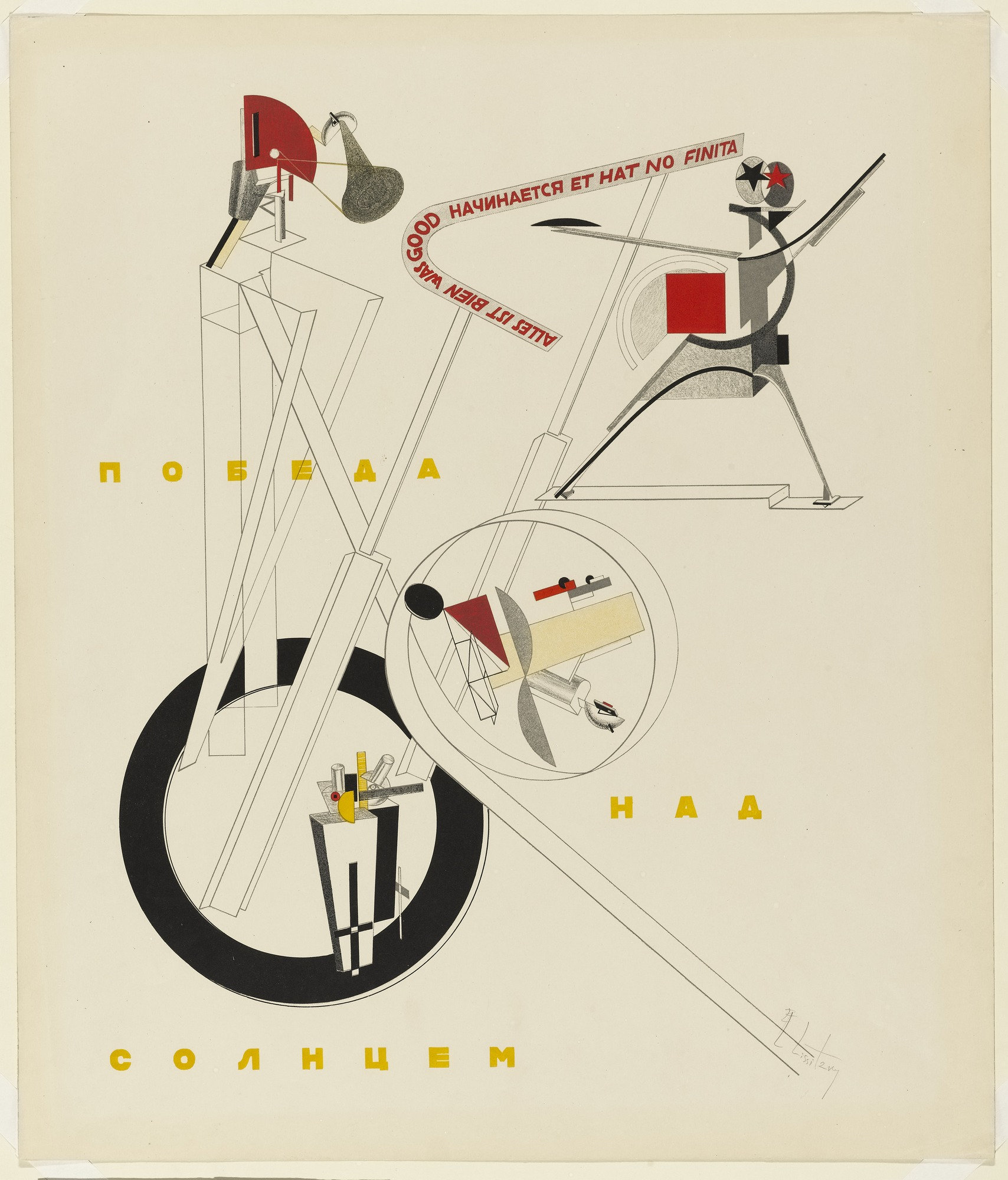
Affiche d'El Lissitzky pour une production post-révolutionnaire du drame Victoire sur le soleil. La légende multilingue se lit comme suit : Tout est bien qui commence bien et n'est pas fini.

Le futurisme russe est un mouvement de poètes et d'artistes russes qui ont adopté les principes du Manifeste du futurisme de Filippo Marinetti, qui préconisait le rejet du passé et une célébration de la vitesse, de la machinerie, de la violence, de la jeunesse et de l'industrie ; le mouvement préconisait également la modernisation et le rajeunissement culturel.

## Origine
Le futurisme russe naît en décembre 1912, lorsque le groupe littéraire moscovite Hylaea (aussi Gileia, en russe : Гилея [Guileïa]), créé en 1910 par David Bourliouk et ses frères dans leur domaine près de Kherson et rapidement rejoint par Vassili Kamenski et Velimir Khlebnikov, puis par Alexeï Kroutchenykh et Vladimir Maïakovski en 1911, publie un manifeste intitulé Une gifle au goût public (en russe : Пощёчина общественному вкусу). D'autres membres connus sont les artistes Mikhaïl Larionov, Natalia Gontcharova, Kasimir Malevitch et Olga Rozanova. Bien que Hyleia soit généralement considéré comme le plus influent groupe de futurisme russe, d'autres groupes se sont formés à Saint-Pétersbourg (ego-futurisme d'Igor Severianine), Moscou (Tsentrifuga, avec Boris Pasternak parmi ses membres), Kiev, Kharkov et Odessa.

## Modernité
À l'instar de leurs homologues italiens, les futuristes russes sont fascinés par le dynamisme, la rapidité et l'agitation des machines modernes et de la vie urbaine. Ils cherchent délibérément à susciter la controverse et à se faire connaître en répudiant l'art figé du passé. Selon eux, des personnalités comme Pouchkine et Dostoïevski devraient être « poussées à la mer du paquebot de la modernité ». Ils ne reconnaissent aucune autorité que ce soit. Même Filippo Tommaso Marinetti, lorsqu'il arrive en Russie pour une visite prosélytique en 1914, est contrecarré par la plupart des futuristes russes, qui prétendent ne rien lui devoir.

## Cinéma
Le cinéma futuriste russe fait référence au mouvement futuriste du cinéma soviétique. Le cinéma futuriste russe a été profondément influencé par les films du futurisme italien (1916-1919), mais la plupart de ces œuvres sont aujourd'hui perdues. Lev Koulechov, Dziga Vertov, Sergueï Eisenstein, Vsevolod Poudovkine et Aleksandr Dovjenko figurent parmi les réalisateurs et cinéastes de ce mouvement.

## Littérature et typographie
Contrairement au cercle de Marinetti, le futurisme russe est avant tout une philosophie littéraire plutôt que plastique. Bien que de nombreux poètes (Maïakovski, Bourliouk) touchent à la peinture, leurs intérêts sont principalement littéraires. Cependant, des artistes bien établis tels que Mikhaïl Larionov, Natalia Gontcharova et Kasimir Malevitch trouvent l'inspiration dans l'imagerie rafraîchissante des poèmes futuristes et expérimentent eux-mêmes la versification. Les poètes et les peintres collaborent à des productions novatrices telles que l'opéra futuriste Victoire sur le soleil, avec une musique de Mikhaïl Matiouchine, des textes de Kroutchenykh et des décors créés par Malevitch.

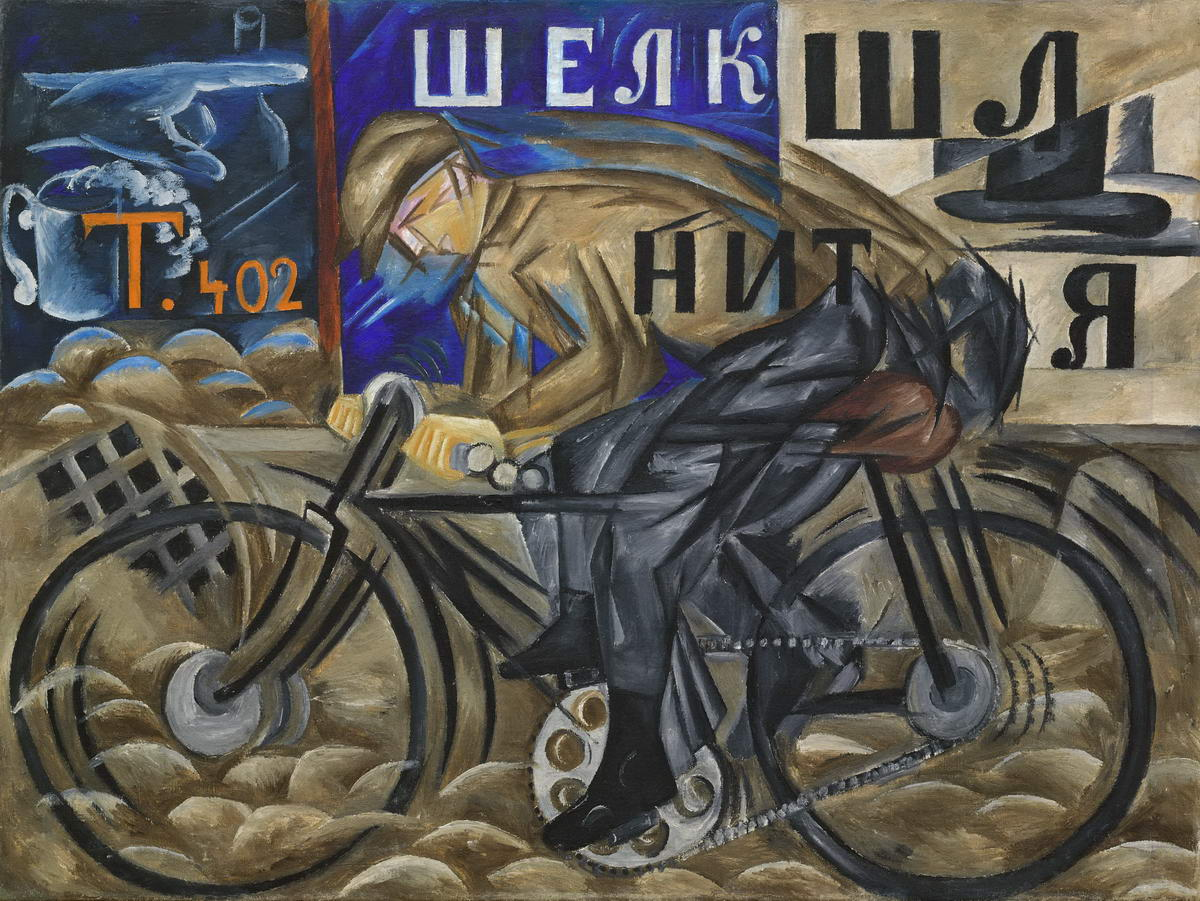
Natalia Gontcharova. Cycliste, 1913. Le tableau Cycliste est un exemple de la façon dont le futurisme russe a affecté les œuvres ultérieures de Gontcharova.

Les membres de Hylaea ont élaboré la doctrine du cubo-futurisme et ont pris le nom de boudetliane (du russe budet « sera »). Ils ont trouvé une signification dans la forme des lettres, dans la disposition du texte autour de la page, dans les détails de la typographie. Ils considéraient qu'il n'y avait pas de différence substantielle entre les mots et les choses matérielles. Le poète devait donc organiser les mots dans ses poèmes, de la même manière que l'artiste disposait des couleurs et des lignes sur sa toile. La grammaire, la syntaxe et la logique ont souvent été écartées ; de nombreux néologismes et mots profanes ont été introduits ; onomatopoeia a été déclaré une texture universelle de vers. Velimir Khlebnikov, en particulier, a développé « un mélange incohérent et anarchique de mots dépourvus de sens et utilisés uniquement pour leur son » connu sous le nom de zaoum.

## Politique
Avec tout cet accent mis sur l'expérimentation formelle, certains futuristes n'étaient pas indifférents à la politique. En particulier, les poèmes de Maïakovski, avec leur sensibilité lyrique, ont séduit un large éventail de lecteurs. Le poète s'est opposé avec véhémence au massacre dénué de sens de la Première Guerre mondiale et a salué la révolution russe comme la fin de ce mode de vie traditionnel que lui et d'autres futuristes ont ridiculisé avec tant de zèle. Bien qu'il n'ait jamais été membre du parti communiste russe (RKP (b)), il participa au début de 1919 à la création du Komfut en tant qu'organisation de promotion du futurisme affiliée à la branche du district de Vyborg.

## Les trains de propagande bolchevique
Le correspondant de guerre Arthur Ransome et cinq autres étrangers ont été emmenés voir deux des trains de propagande bolchevique en 1919 par leur organisateur, Burov. Il leur a d'abord montré le « Lénine » peint il y a un an et demi « lorsque, comme en témoignent les palissades fanées dans les rues de Moscou, l'art révolutionnaire était dominé par le mouvement futuriste. Chaque voiture est décorée d'images très frappantes, mais pas très compréhensibles, aux couleurs les plus vives, et le prolétariat a été appelé à jouir de ce que le public artistique pré-révolutionnaire avait pour la plupart échoué à comprendre. Ses images sont « de l'art pour l'art » et ne peuvent qu'étonner et peut-être effrayer les paysans et les ouvriers des villes rurales qui ont eu la chance de les voir. ». Le « Cosaque Rouge » est assez différent. Comme Burov l'a exprimé avec une profonde satisfaction « au début, nous étions entre les mains des artistes, et maintenant les artistes sont entre nos mains » (les trois autres trains étaient le « Sverdlov », le « Révolution d'Octobre » et l'« Orient rouge »). Au départ, le département de la culture prolétarienne avait livré Burov « pieds et poings liés à un certain nombre de futuristes », mais à présent, « les artistes avaient été placés sous un contrôle approprié ».

## Disparition
Après l'accession au pouvoir des bolcheviks, le groupe de Maïakovski, présidé par Anatoli Lounatcharski, commissaire du peuple à l'Éducation, aspire à dominer la culture du pays. Leur influence est primordiale pendant les premières années après la révolution, jusqu'à ce que leur programme — ou plutôt leur absence — soit soumis à des critiques cinglantes de la part des autorités. Au moment où l'Oberiou, un mouvement d'avant-garde de futuristes russes, tenta de faire revivre certains des principes du futurisme à la fin des années 1920, le mouvement futuriste en Russie était déjà terminé. Les poètes futuristes les plus militants sont morts (Khlebnikov, Maïakovski) ou ont préféré adapter leur style très personnel aux exigences et aux tendances plus conventionnelles (Asseïev, Pasternak).

## Voir également
- Avant-garde russe
- Ego-futurisme
- Cosmisme russe
- Floraison universelle
- Aveniristes